# Keith Duckworth
David Keith Duckworth, född 10 augusti 1933 i Blackburn, död  18 december 2005 i Northampton, var en brittisk ingenjör  och motorkonstruktör.
Duckworth arbetade med växellådor för biltillverkaren Lotus, där han träffade kollegan Mike Costin. Efter en kontrovers med Lotus ägare Colin Chapman sade Costin och Duckworth upp sig och grundade motortillverkaren Cosworth.